# 68e brigade de chasseurs
Pour les articles homonymes, voir 68e brigade.
La 68e brigade de chasseurs, de son nom complet la 68e brigade de chasseurs séparée nommée d'après Oleksa Dovbouch (en ukrainien : 68-ма окрема єгерська бригада імені Олекси Довбуша, abrégé en 68 ОЄБр ; numéro d'unité militaire А4056), est une grande unité d'infanterie motorisée de l'Armée de terre ukrainienne.
Oleksa Dovbouch fut une sorte de Robin des Bois du XVIIIe siècle dans l'oblast d'Ivano-Frankivsk contre l'occupant polonais.

## Historique

### Invasion russe de l'Ukraine

#### Création
La 68e brigade de chasseurs est créée le 8 avril 2022, dans le cadre du développement des forces armées ukrainiennes en réaction à l'invasion russe de l'Ukraine et est spécialisée dans les combats en milieux difficiles comme les zones forestières et marécageuses, telles celles du Nord de l'Ukraine. La brigade reçoit une cinquantaine de véhicules Pick-up Fiat équipés de systèmes portatifs MANPADS et ATGM, préparés par la fondation Come Back Alive grâce à des dons privés. Après une période de formation, l'unité est déployée en avril sur le front sud, notamment dans la partie sud de l'oblast de Donetsk, pour renforcer la 53e brigade mécanisée au front.

#### Batailles de Pavlivka et de Vouhledar (mars 2022 - juin 2023)
Le premier déploiement de la brigade se fait dans le secteur de Vouhledar, sur l'avant-poste du village de Pavlivka à partir du 24 mars 2022. Les deux brigades subissent plusieurs assauts en mai mais parviennent à repousser les Russes. L'unité porte le nom d'Oleksa Dovbouch depuis le 24 août 2022,. Le 5 septembre 2022, une attaque à la roquette sur le village de Bohoyavlenka au nord de Vouhledar tue une douzaine de soldats de la brigade,. Elle mène également la défense du flanc droit de Pavlivka autour du village de Novomaiors'ke. Le 3 novembre, les 40e brigade et 155e brigade d'infanterie de marine de la Garde russe attaquent massivement les positions de la 68e et de la 72e brigade mécanisées à Pavlivka. Les combats durent pendant plusieurs jours durant lesquels les villages changent de mains à plusieurs reprises. La 155e brigade subit de lourdes pertes mais les ukrainiens sont obligés de se retirer du village et se replier à Vouhledar,.  Le 24 janvier 2023, une nouvelle offensive est renouvelée vers Vouhledar. Après des premières journées difficiles, les 68e et 72e brigades infligent de très lourdes pertes aux marines russes durant le mois de février et leur offensive tourne au désastre,. Les combats pour le contrôle de la ville se poursuivent en mars et juin 2023. En juin 2023, elle participe à la phase initiale de la contre-offensive ukrainienne, avançant dans la zone située à la frontière entre les oblasts de Zaporijjia et de Donetsk sur l'axe de Velyka Novossilka aux côtés de la 37e brigade d'infanterie navale. Le 11 juin 2023, la brigade de chasseurs libère le village de Blahodatne (uk) (Raïon de Volnovakha).

#### Bataille de la ligne Svatove-Kreminna (juillet 2023 - avril 2024)
À partir de juillet 2023, elle transférée en face de Svatove dans l'oblast de Louhansk autour des communes de Kovalivka (oblast de Louhansk) (uk) et Raihorodka (oblast de Louhansk) (uk). Elle y mène de violents combats aux côtés de la 43e brigade mécaniséeentre la fin août et début septembre contre la 15e brigade de fusiliers motorisés de la Garde russe repoussant leurs assauts sur Novoiehorivka,. Elle repousse ensuite une série d'attaques russes menée par deux brigades d'infanterie et deux régiments de la 4e division de chars de la Garde, infligeant de lourdes pertes aux unités ennemies. En octobre, les Russes renouvellent leurs tentatives sur la localité de Serhivka à proximité de Raihorodka. Le 14 octobre, la brigade subit de violents combats et des pertes dans les environs mais parvient avec le renfort de la brigade Stalevy Kordon des gardes-frontières à repousser les assauts russes,. La brigade reste positionnée dans le secteur jusqu'en avril 2024.

#### Offensive de Pokrovsk (depuis avril 2024)
À partir de début avril, la brigade est déployée dans le secteur d'Avdiïvka afin de contenir l'offensive russe qui se poursuit vers Pokrovsk. La brigade prend position autour des localités de Tonenke et Semenivka directemet à l'ouest de la ville où les combats sont très intenses, flanquée par la 47e brigade mécanisée sur sa gauche et la 25e brigade aéroportée sur sa droite. Elle remplace progressivement la 3e brigade d'assaut au village de Semenivka. Les troupes ennemies profitent de la rotation des unités pour prendre d'assaut les positions ukrainiennes, réussissant à obtenir une tête de pont sur la rivière Durna et à prendre Semenivka le 26 avril. La brigade est alors contrainte de se replier sur l'autre rive. Le 13 juin suivant, la brigade détruit toute une compagnie de chars russes composée de 16 véhicules, dont huit chars et huit véhicules de combat d’infanterie, dans le secteur de Pokrovskaia. Plus tard, un porte-parole du groupe Khortytsia a confirmé les rapports de la brigade, déclarant que : « Sur l'axe de Pokrovsk, nos forces de défense ont détruit huit chars russes et en ont endommagé deux autres. Il y en a 10 au total, équivalant à une compagnie de chars. En outre, les défenseurs ont détruit huit autres véhicules blindés de combat, deux systèmes d’artillerie et quatre autres véhicules (plus un endommagé) sur cette section du front ». Au cours du mois ils doivent progressivement céder du terrain vers Novopokrovske etNovoselivka Persha. En juillet, le 420e bataillon de fusiliers est transféré de la 57e brigade motorisée . Pendant cette période, la brigade participe aux durs combats dans la région du village de Prohres, en soutien à la 47e brigade mécanisée. Début août, la brigade doit abandonner Serhiïvka sous la pression de la 90e division blindée. Au cours des mois suivants, elle continue à défendre la zone au sud de Pokrovsk dans la ville de Novohrodivka qui est prise en septembre.

## Structure

### Ordre de bataille
En 2023 elle comprend :
- état-major de la brigade ;
  - 
    -  compagnie de protection du QG ;

  -  1er bataillon de chasseurs ;
  -  2e bataillon de chasseurs ;
  -  3e bataillon de chasseurs ;
  -  1er bataillon de fusiliers ;
  -  2e bataillon de fusiliers ;
  -  2e bataillon de fusiliers séparé (depuis décembre 2022, levé en février 2022) (unité militaire A7086) ;
  -  423e bataillon de fusiliers (unité militaire A4886) ;
  -  Groupe d'artillerie de la brigade[28] ;
    - État-major du régiment ;
      - batterie de contrôle et d'acquisition de cibles ;

    - 1re bataillon d'artillerie automotrice
    - 2e bataillon d'artillerie automotrice
    - Bataillon de lance-roquettes multiples
    - Bataillon antichar

  -  Bataillon antiaérien ;
  -  compagnie de reconnaissance
  -   groupe de reconnaissance et de frappe par drone “Les Frelons de Dovbush” ;
  -  Bataillon du génie ;
  -  Bataillon de maintenance ;
  -  Bataillon de logistique ;
  -  Compagnie de transmissions ;
  -  Compagnie de Radar
  -   Compagnie médicale (soins et évacuation)

En 2023, le  420e bataillon de fusiliers est transféré à la 59e brigade motorisée

### Matériel et équipements

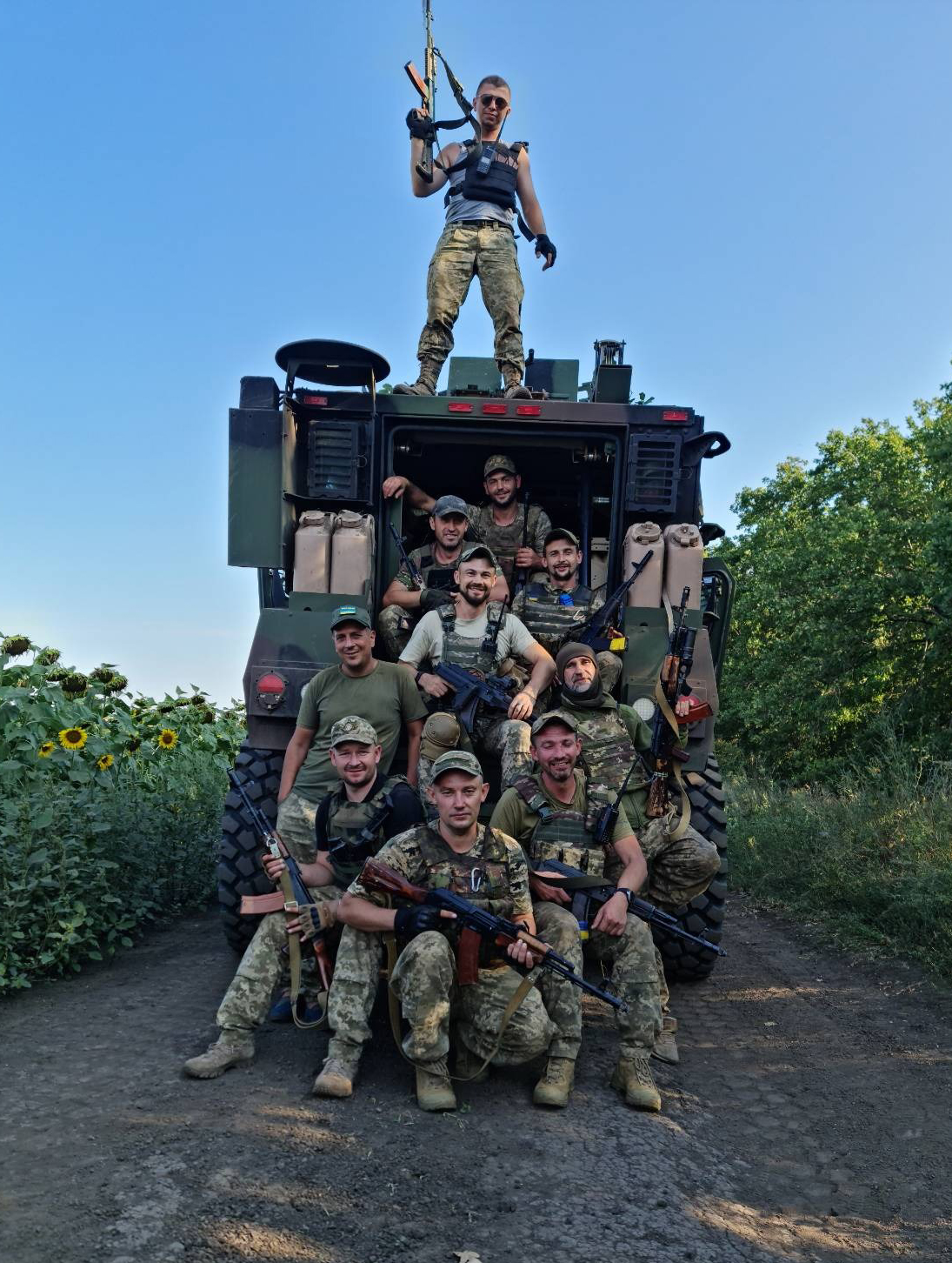
En 11 2022.

- un bataillon de chars équipé de T-72M1 livrés par la Pologne
- trois bataillons de chasseurs dotés de véhicules International MaxxPro
- un groupe d'artillerie avec des pièces 2S1 Gvozdika

### Chefs de corps
- Colonel Yury Belyakov (uk) (mai 2022-août 2023)[29].
- Colonel Oleksy Shum (août 2023-juillet 2024)
- Lieutenant-colonel Serhiy Tretyak (depuis juillet 2024)

## Traditions
Par décret du Président de l'Ukraine n° 606/2022 du 24 août 2022, la brigade a reçu le nom honorifique « au nom d'Oleksa Dovbush ».
Le 12 novembre 2022, la brigade est félicitée par le Président Zelensky pour sa bravoure sur le champ de bataille,.
En décembre 2022, le président ukrainien a remis à la brigade sa bannière de combat
- (uk) Cet article est partiellement ou en totalité issu de l’article de Wikipédia en ukrainien intitulé « 68-ма окрема єгерська бригада (Україна) » (voir la liste des auteurs).